# Max Butziwackel der Ameisenkaiser

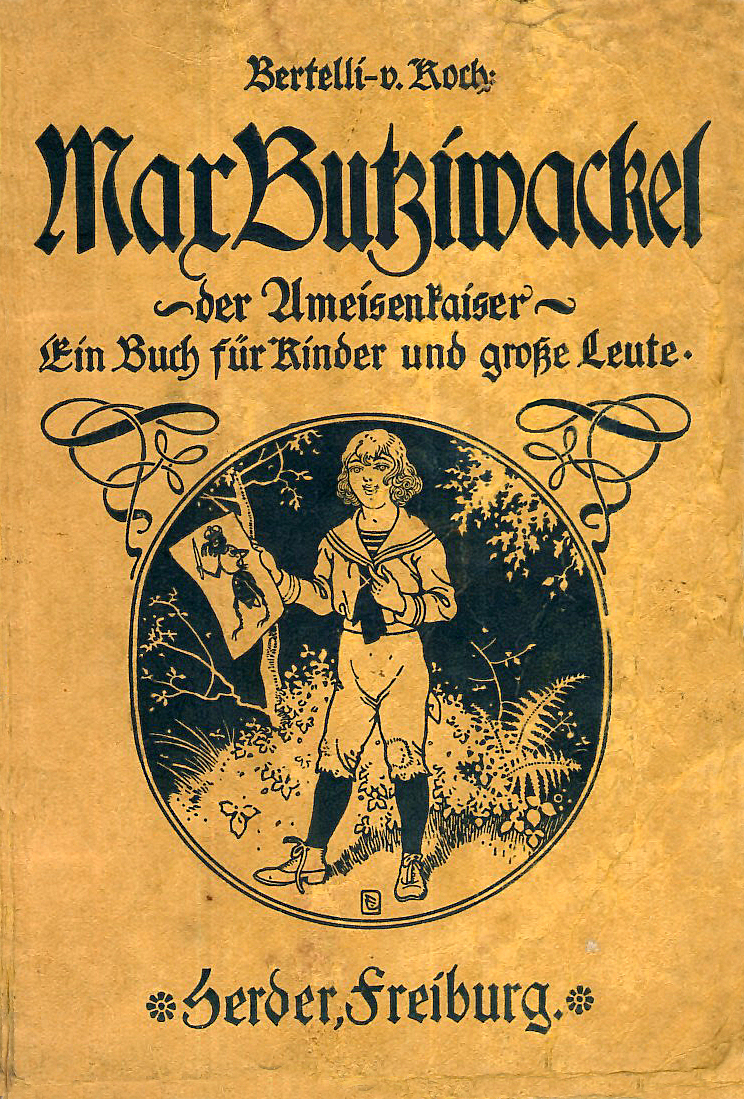
Max Butziwackel der Ameisenkaiser; Karl Elleder (1860–1941) zeichnete die Titelseite der deutschen Erstausgabe von 1920.

Max Butziwackel der Ameisenkaiser Ein Buch für Kinder und große Leute ist ein Kinderbuch des italienischen Schriftstellers und Journalisten Luigi Bertelli (Pseudonym: Vamba), das 1893 unter dem Originaltitel Ciondolino erschien.

## Autor
Luigi Bertelli (* 19. März 1858 in Florenz; † 27. November 1920 ebenda) war neben seiner beruflichen Tätigkeit ein Büchernarr, der sich für alles Neue begeisterte. Neben politischer Satire und Gedichten in Mundart schrieb er auch mit pädagogischer Absicht Bücher und Zeitschriften mit Texten in Prosa und Lyrik für Kinder. Ciondolino (dt. Anhängsel, Zipfelchen; im Sinne der Geschichte etwa Hosenmatz) ist ein Beispiel dafür.

## Original
Die Erstveröffentlichung von Ciondolino erschien 1893 (oftmals wird auch 1895 angegeben) bei R. Bemporad & figlio, Florenz. Weitere Auflagen erschienen um 1915 (Bemporad, mit 120 Schwarz/Weiß-Illustrationen und 8 Farbtafeln von Carlo Chiostri (1863–1939)) und um 1935 (Bemporad: (a) Eine einfache Ausgabe, Schwarz/Weiß-Illustrationen und 8 Illustrationen außerhalb des Textes von Carlo Chiostri; (b) eine Luxus-Ausgabe mit farbigen Illustrationen). Nach dem Zweiten Weltkrieg fertigte Vinicio Berti neue Illustrationen an. 1985 veröffentlichte Longanesi (Mailand) eine Faksimile-Ausgabe des Originals von 1893.

## Übersetzungen
Das italienische Original wurde in verschiedene Sprachen übersetzt.

### Deutsch
Die Erstausgabe von Max Butziwackel erschien 1920 im Verlag Herder mit 43 Kapiteln in der Übersetzung von Luise von Koch, die auch weitere Bücher von Bertelli übersetzte. Die 21 Illustrationen und den Buchumschlag gestaltete der österreichische Grafiker („Mit Buchschmuck von…“) Karl Elleder. Das Vorwort („Zum Geleite“) schrieb Anton Grumann (* 26. September 1881 in Zimmern, † 16. Dezember 1937 in Möhringen/Baden; bis 1915 Rektor der katholischen deutschsprachigen Gemeinde in Florenz), der auch 1918 das Buch Pinocchio für den Verlag Herder übersetzte. Von 1920 bis 1965 verlegte Herder das Buch in 12 Auflagen.

### Andere Sprachen
- Englisch: The Prince and His Ants, 1910 und 1937 bei Vernon L. Kellogg, Washington[8] in der Übersetzung von Sarah F. Woodruff und 1935/1937 The Emperor of the Ants bei Thomas Y. Crowell Co. in der Übersetzung von Nicola Di Pietro.[9]
- Französisch: Gigi parmi les insectes, 1922 bei Albin Michel (Paris) in der Übersetzung der Comtesse de Gencé[10] mit Illustrationen von Carlo Chiostri.
- Niederländisch: Keizer Witlap de Eerste – De geschiedenis van een jongen die mier werd, 1926 bei Zutphen Thieme & Cie, in der Übersetzung von J. Henzel, mit 8 Farbtafeln und Illustrationen von Carlo Chiostro.
- Spanisch: Pingajillo: El muchacho que se volvió hormiga, 1943 bei Hymsa (Barcelona) in der Übersetzung von Cristóbal De Castro.[11]

### Online-Versionen
- Max Butziwackel der Ameisenkaiser

## Handlung
Max (im Original Gigino), dessen Elternhaus in ländlicher Umgebung liegt, und seine älteren Geschwister Theresa (Giorgina) und Moritz (Maurizio) müssen trotz des Sommers ihre Lehrbücher durcharbeiten, da alle drei ihre Schulprüfungen nicht bestanden haben. Besonders Max fällt das Studium der lateinischen Grammatik in der sommerlich-warmen Umgebung schwer. Als er sich von seinen Geschwistern absetzt und neidisch eine Ameisenstraße beobachtet („Sie gehen den ganzen Tag spazieren, freuen sich des Lebens … Wenn ich doch nur eine Ameise wäre!“), versetzt ihn ein kautziger alter Herr in Schlaf und als Max wieder aufwacht, ist er ein Ameisenei.

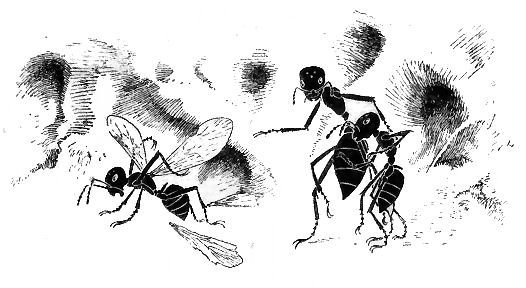
Fuska und Max beobachten, wie sich eine junge Königin nach dem Hochzeitsflug die Flügel ausreißt (Zeichnung von Karl Elleder).

 Max durchlebt das Larven- und Puppenstadium und nach dem Schlüpfen zeigt und erklärt ihm eine fürsorgliche Arbeiterin namens Fuska alles, was eine Ameise lernen muss. In der Ameisenschule sehr sportlich wird Max den Soldaten zugeteilt und rettet bei erster Gelegenheit sein Volk durch eine List vor einem Angriff der Blutroten Raubameisen, wobei er selbst elf Gegner tötet. Dieser Erfolg macht Max, nun General, sehr ehrgeizig und er beschließt – gegen den Rat des alten Ameisenprofessors – mit Hilfe der schwarzen Truppen und einem Dutzend Bombardierkäfer einen Präventivschlag gegen die Blutroten Ameisen zu führen. Ein Grüppchen von 50 Raubameisen wird vernichtet und der stolze Max lasst sich von seinen Truppen zum Kaiser der Ameisen ausrufen. Bei seiner Rückkehr ins Nest der Schwarzen Ameisen findet er es aber von den Raubameisen eingenommen: Er ist selbst auf die List der viel erfahreneren Raubameisen hereingefallen und hat ihnen sein eigenes Volk schutzlos in die Sklaverei ausgeliefert. Die Raubameisen beginnen mit der Exekution der unnützen Alten und nur der Angriff einer Raubwespe bewahrt Max vor dem gleichen Schicksal, das Fuska und der alte Ameisenprofessor erleiden.
Auf seiner Flucht begegnet Max hoch oben in einer Eiche einer schlüpfenden Gallwespe, die ihm nach einem Rundflug die Richtung angibt, in der sein Elternhaus liegt. Auf dem Weg dorthin macht er die Bekanntschaft einer mysteriösen Libelle (Ameisenjungfer), die ihm als Verehrerin des Ameisenvolkes schmeichelt und ihren Kindern wünscht, möglichst viele Ameisen zu treffen. Max setzt seinen Weg fort und gelangt an einen kleinen Teich, wo er ein Unter-Wasser-Erlebnis mit einem Rückenschwimmer hat, den er anfangs für ein Ruderboot hält. Ein freundlicher Wasserläufer rettet ihn aber und auf die andere Seite findet Max bei den Erdhummeln Unterschlupf für die Nacht. Von einer Mauerbiene, die auch bei den Hummeln übernachtet, erfährt Max, dass sie aus ihrem eigenen Hause von einer anderen ihrer Art vertrieben wurde. Max erkennt in ihrer Beschreibung sein Elternhaus und hilft ihr, indem er – nach einem Intermezzo mit einer Maurerlehmwespe – den Eindringling aus der Behausung der Mauerbiene vertreibt.
Durch die Hilfe einer Holzwespenlarve gelangt Max durch die Tür hindurch in sein Elternhaus und er rettet die gerade geschlüpfte Holzwespe vor dem Dienstmädchen Franziska. Doch als er sich auf dem Hutrand seines Onkels ausruht, der bald darauf damit das Haus verlässt, wird Max – ausgerechnet als Onkel Walter Max’ ungeliebten Lateinlehrer grüßt – wieder fern dem Hause abgeworfen. Max trifft auf Honigtopfameisen, die im Wurzelballen einer Eiche aus Mexiko nach Italien kamen, und bald darauf eine fleißige Biene, die kaum Zeit hat, sich mit ihm zu unterhalten. Als sie in Richtung ihres Nestes davonfliegt, vernimmt Max das Selbstgespräch eines Totenkopfschwärmers, der plant am Abend das Bienennest zu überfallen. Auf seinem Weg, die Bienen zu warnen, triff Max auf Großzang und Dickkopf, die ehemaligen Adjutanten seiner kurzen Kaiserzeit. Dickkopf wird auf dem Weg zu den Bienen das Opfer eines Ameisenlöwen und Max versteht nun die Worte der Ameisenjungfer. Max und Großzang erreichen das Bienennest gerade während des Totenkopfschwärmer-Angriffs und verhelfen den Bienen zum Sieg. Großzang erhält den Titel eines Grafen aller Hautflügler, beide werden bewirtet und am nächsten Tag der Bienenkönigin vorgestellt.
Nach einigen Tagen verlassen sie den Bienenstock, als eine neue Königin geboren wird und die bisherige mit einem Teil des Volkes ausschwärmt. Als Max und Großzang sehen, wie ein Imker den Schwarm einfängt, klettern sie an ihm hoch und lassen sich von ihm näher an Max’ Elternhaus tragen. Verschreckt von einer Laus im Haar des Imkers steigen sie wieder ab und treffen bald darauf die Holzwespe, die Max vor den Angriffen des Hausmädchens gerettet hatte. Sie hilft ihnen bei der Suche nach einem Unterschlupf, indem sie sie auf die Schlupfhöhle von Holzbienen in einer Eiche aufmerksam macht. Max und Großzang richten sich in der Höhle mit den fünf Kammern häuslich ein. Nahrung finden sie genug und der Ameisenkaiser ohne Volk nennt seine neue Zuflucht St. Helena. In der Nähe der neuen Zuflucht trifft Max Erdbienen, Wollbienen und Tapeziererbienen und lernt von ihrer Lebensweise.
Als er sich mit seinen Freunden – die Holzwespe hat er mittlerweile zur Herzogin von St. Helena avanciert – mit Nichtstun und dem Bau von gemeinsamen Luftschlössern eines neuen Kaiserreiches aller Hautflügler die Zeit vertreibt, fegt ihn ein Sturm von der Eiche und er landet bewusstlos im Moos. Derselbe kautzige alte Herr – Onkel Christian, der Insektenkundler, wie sich später herausstellt – weckt ihn wieder auf und Max ist wieder ein Junge. Er läuft nachhause und erzählt seinen Eltern, den Geschwistern und Onkel Walter von seinen Abenteuern.
Ganz am Ende der Geschichte kitzelt Bertelli noch einmal mit einem augenzwinkernden Twist die Phantasie des Lesers: Er erzählt in sieben Sätzen, was mit Großzang passierte, als Max nicht mehr zurückkam. War die Geschichte nur ein Traum – oder ist sie wirklich passiert?

## Pädagogische Aspekte
Ähnlich wie das Kinderbuch Die Biene Maja und ihre Abenteuer von Waldemar Bonsels (Erstveröffentlichung 1912) ist auch Max Butziwackel (Erstveröffentlichung 1893) eine Kombination aus kindlicher Abenteuergeschichte, Wissensvermittlung (Insekten allgemein, Ameisen speziell) und pädagogischer Verhaltensführung. Auch hier werden Insekten in ihren Eigenschaften vermenschlicht – sie sprechen, zeigen menschliche Gefühlsregungen und Mimik, haben individuelle Namen, oder kennen bereits bei Geburt ihre wissenschaftlichen lateinischen Namen. Obwohl er als Ameise handelt, zeigt Max alle Verhaltensweisen eines 6- bis 12-Jährigen.

### Insektenkunde
Entomologische Fakten und die lateinischen Bezeichnungen der Insekten sind bildreich und sehr geschickt in die Handlung der Geschichte eingebaut. Der Protagonist Max lernt den Lebenszyklus der Ameisen sowie die Funktionen und Aufgaben der Weibchen, Männchen, Arbeiter und Soldaten, aber auch Details wie Facettenauge, Mundwerkzeuge, Symbiose mit Blattläusen. Der Zusammenhang zwischen der Grauschwarzen Sklavenameise und der Blutroten Raubameise sowie die Eiablage der Schlupfwespe und viele andere Verhaltensweisen von Insekten kommen zur Sprache. Wegen der Detailgenauigkeit, die für ein unterhaltsames Kinderbuch zu diesem Zeitpunkt wohl herausragend sein dürfte, wurde das Buch – im Gegensatz zur Biene Maja – auch für den naturwissenschaftlichen Unterricht von Kindern empfohlen. Die italienische Originalausgabe macht diesen Anspruch noch deutlicher durch die sehr realistischen Illustrationen von Chiostri, die in der deutschen Ausgabe durch die eher Cartoon-artigen Abbildungen Elleders ersetzt wurden.

### Verhaltensführung
In seinem Dasein als Ameise durchlebt Max verschiedene Situationen, aus denen er nach und nach seine Lehren zieht.
- Reinlichkeit: Als sich Max nach einer Gruppenarbeit (Tunnelbau) vor dem Essen nicht putzt und säubert, belehrt ihn Fuska sehr menschlich und der Zeit entsprechend: "Reinlichkeit ist der erste und vornehmste Beweis eines gebildeten Geschöpfes, das Selbstachtung besitzt".
- Toleranz: Max erfährt mit Schrecken während des Ameisenschulunterrichts, dass er selbst als Ameise dieses Anhängsel (Ciondolino), diesen Hemdzipfel am Hinterteil besitzt, der ihm bei seinen Geschwistern den Spitznamen Butziwackel einbrachte. Als die anderen jungen Ameisen ihn deswegen angreifen wollen ("Dieses weiße Ding ist verdächtig!" "Es ist eine Fremde!" "Bringen wir sie um!"), verteidigt ihn Fuska und erteilt ihnen eine Lehre, indem sie ihnen ihre Vorurteile bewusst macht.
- Pazifismus: Trotz des ersten Sieges gegen die Raubameisen warnt der alte Ameisenprofessor: "Eure Tat war gut, da ihr unsere Heimat verteidigt habt. Der Krieg aber ist an sich ein Verbrechen. Selbst wenn er aus gerechten Ursachen geführt werden muss, kann man ihn doch nur als eine traurige, beklagenswerte Notwendigkeit bezeichnen.", und als er später von den Raubameisen gefangen genommen wird, beklagt er vor seiner Exekution: "...wie lange soll die unvernünftige Feindschaft herrschen zwischen Völkern, die die Natur zu Brüdern schuf?"
- Hilfsbereitschaft: In vielen Situationen auf seiner Reise erfährt Max unerwartete Hilfsbereitschaft, die er oft erwidert, oder er ist selbst bereit zu helfen und ihm wird anschließend auch Hilfe zuteil.
- Humor: Obwohl in der Geschichte gewaltsame Todesfälle vorkommen (Fuska, der alte Professor, Dickkopf) durchläuft die Geschichte ein Roter Faden von Humor, der immer wieder gespeist wird durch Max’ kindlich-naives Verhalten, seine verbalen Überspitzungen im Kommentar von Situationen und seine oft pathetisch überzeichnete Eitelkeit, trotz Verlust seines Volkes noch darauf zu bestehen, als Der Ameisenkaiser wahrgenommen werden zu wollen. Gegen Ende der Geschichte trägt auch Adjutant und Sidekick Großzang zum Humor bei, dessen Hauptinteresse (neben der Verehrung seines Kaisers Max) in der möglichst häufigen Nahrungsaufnahme liegt ("Wenn ich Hunger habe, hört meine Vernunft auf. Augenblicklich ist er so groß, dass ich fürchte, vor dir den Respekt zu verlieren.").
- Freude am Lernen: Am Ende der Geschichte beeindruckt der aufgeweckte Max seine Familie mit seinem neuen Wissen und seinem erwachten Interesse an den kleinsten Dingen und Wesen in der Natur. Auch das Latein-Lernen ist nun kein Problem mehr (Max besteht die Prüfung mit 1 und einem Stern!) und Onkel Walter resümiert, dass er (Max) "...das Zeug zu einem berühmten Naturforscher in sich hat."